# Saint-Christophe-sur-le-Nais
Saint-Christophe-sur-le-Nais és un municipi francès, situat al departament de l'Indre i Loira i a la regió de Centre – Vall del Loira. L'any 2007 tenia 1.124 habitants.

## Demografia

### Població
El 2007 la població de fet de Saint-Christophe-sur-le-Nais era de 1.124 persones. Hi havia 411 famílies, de les quals 106 eren unipersonals (38 homes vivint sols i 68 dones vivint soles), 148 parelles sense fills, 140 parelles amb fills i 17 famílies monoparentals amb fills.
La població ha evolucionat segons el següent gràfic:
Habitants censats

### Habitatges
El 2007 hi havia 511 habitatges, 426 eren l'habitatge principal de la família, 34 eren segones residències i 51 estaven desocupats. 485 eren cases i 23 eren apartaments. Dels 426 habitatges principals, 306 estaven ocupats pels seus propietaris, 111 estaven llogats i ocupats pels llogaters i 10 estaven cedits a títol gratuït; 5 tenien una cambra, 33 en tenien dues, 100 en tenien tres, 123 en tenien quatre i 165 en tenien cinc o més. 270 habitatges disposaven pel capbaix d'una plaça de pàrquing. A 196 habitatges hi havia un automòbil i a 172 n'hi havia dos o més.

### Piràmide de població
La piràmide de població per edats i sexe el 2009 era:
| Homes | Edats   | Dones |
| ----- | ------- | ----- |
| 4     | 95 o +  | 4     |
| 0     | 90 a 94 | 4     |
| 16    | 85 a 89 | 16    |
| 8     | 80 a 84 | 16    |
| 24    | 75 a 79 | 36    |
| 32    | 70 a 74 | 44    |
| 36    | 65 a 69 | 36    |
| 32    | 60 a 64 | 28    |
| 16    | 55 a 59 | 20    |
| 36    | 50 a 54 | 20    |
| 24    | 45 a 49 | 24    |
| 40    | 40 a 44 | 36    |
| 16    | 35 a 39 | 20    |
| 36    | 30 a 34 | 28    |
| 32    | 25 a 29 | 28    |
| 20    | 20 a 24 | 8     |
| 32    | 15 a 19 | 36    |
| 28    | 10 a 14 | 36    |
| 16    | 5 a 9   | 24    |
| 24    | 0 a 4   | 24    |

## Economia
El 2007 la població en edat de treballar era de 640 persones, 463 eren actives i 177 eren inactives. De les 463 persones actives 424 estaven ocupades (238 homes i 186 dones) i 39 estaven aturades (15 homes i 24 dones). De les 177 persones inactives 56 estaven jubilades, 50 estaven estudiant i 71 estaven classificades com a «altres inactius».

### Ingressos
El 2009 a Saint-Christophe-sur-le-Nais hi havia 419 unitats fiscals que integraven 1.035 persones, la mediana anual d'ingressos fiscals per persona era de 16.518 €.

### Activitats econòmiques
Dels 22 establiments que hi havia el 2007, 2 eren d'empreses de fabricació d'altres productes industrials, 6 d'empreses de construcció, 5 d'empreses de comerç i reparació d'automòbils, 1 d'una empresa de transport, 2 d'empreses d'hostatgeria i restauració, 1 d'una empresa immobiliària, 1 d'una empresa de serveis i 4 d'entitats de l'administració pública.
Dels 7 establiments de servei als particulars que hi havia el 2009, 1 era una oficina de correu, 1 taller de reparació d'automòbils i de material agrícola, 1 paleta, 2 guixaires pintors i 2 lampisteries.
L'any 2000 a Saint-Christophe-sur-le-Nais hi havia 34 explotacions agrícoles que ocupaven un total de 1.512 hectàrees.

## Equipaments sanitaris i escolars
El 2009 hi havia una escola elemental.

## Poblacions més properes
El següent diagrama mostra les poblacions més properes.